# إيلا جنكينز
إيلا جنكينز (بالإنجليزية: Ella Jenkins)‏ هي معلمة موسيقى وموسيقية ومغنية مؤلفة أمريكية، ولدت في 6 أغسطس 1924 في سانت لويس في الولايات المتحدة.

## وصلات خارجية
- الموقع الرسمي
- إيلا جنكينز على موقع IMDb (الإنجليزية)
- إيلا جنكينز على موقع ميوزك برينز (الإنجليزية)
- إيلا جنكينز على موقع أول موفي (الإنجليزية)
- إيلا جنكينز على موقع أول ميوزيك (الإنجليزية)
- إيلا جنكينز على موقع ديسكوغز (الإنجليزية)